# Максимова, Анастасия Ивановна
Анастасия Ивановна Максимова (род. 27 июня 1991, Петрозаводск) — российская гимнастка, заслуженный мастер спорта России. Семикратная чемпионка мира, пятикратная чемпионка Европы, трёхкратная чемпионка Европейских игр (2015, 2019), Олимпийская чемпионка в групповых упражнениях (2016).

## Биография
Начала заниматься художественной гимнастикой в ДЮСШ города Петрозаводска с пяти лет. Её первыми тренерами были Н. Г. Галковская, В. Л. Лешкович и Г. А. Калашникова.
В 2008 году, после того, как команда, выступавшая на Олимпиаде в Пекине, в полном составе завершила спортивную карьеру, Анастасия Максимова вошла в состав сборной России по групповым упражнениям.
На дебютном для неё чемпионате мира в Миэ в 2009 году выиграла три медали — 1 золото и две бронзы (вместе с Натальей Пичужкиной, Екатериной Малыгиной, Ульяной Донсковой, Дарьей Щербаковой и Дарьей Королёвой).
С 2013 года Максимова числится в основном составе сборной России по групповым упражнениям. Команда, в которую помимо неё вошли Анастасия Близнюк, Ксения Дудкина, Ольга Ильина, Анастасия Назаренко и Елена Романченко, стала абсолютным победителем на Универсиаде 2013 года в Казани, завоевав все золотые медали из трёх возможных, однако на чемпионате мира в Киеве в том же году выступила неудачно, выиграв одну золотую медаль (упражнение с тремя мячами и двумя лентами), заняв третье место в многоборье и пятое в упражнении с булавами. После этого чемпионата главным тренером Ириной Александровной Винер было принято решение о наборе новой команды. Единственная участница, оставшаяся в обновлённом составе была Максимова Анастасия.
В 2014 году в Баку, на чемпионате Европы, сборная России (Дарья Автономова, Диана Борисова, Анастасия Максимова, Александра Семёнова, Анастасия Татарева и Мария Толкачёва) завоевала три медали в групповых упражнениях: две золотых (многоборье и упражнение с двумя лентами и тремя мячами) и одну серебряную (упражнение с пятью парами булав). На чемпионате мира в Измире, выступив в том же составе, команда стала только четвёртой в многоборье и завоевала одну золотую медаль в упражнении с тремя мячами и двумя лентами.
На предолимпийском чемпионате мира 2015 года в Штутгарте российская группа (Диана Борисова, Дарья Клещёва, Анастасия Максимова, Софья Скоморох, Анастасия Татарева, Мария Толкачёва) в первый раз после 2007 года победила в многоборье. Ещё одну золотую медаль гимнастки выиграли в комбинированном упражнении с булавами и обручами, в упражнении с пятью лентами стали серебряными призёрами.
В июне 2016 года на чемпионате Европы в Холоне группа (Анастасия Близнюк, Анастасия Максимова, Ксения Полякова, Анастасия Татарева, Мария Толкачёва) заняла первое место в многоборье, но неудачно выступила в финалах, став пятой в упражнении с лентами и восьмой — с булавами/обручами.
На Олимпийских играх в Рио-де-Жанейро в российскую группу помимо Максимовой были включены Вера Бирюкова, Анастасия Близнюк, Анастасия Татарева и Мария Толкачёва. Пройдя квалификационный раунд со вторым результатом (35,516 балла), в финале многоборья заняли первое место, набрав 36,233 балла.

## Награды
- Орден Дружбы (25 августа 2016) — за высокие спортивные достижения на Играх XXXI Олимпиады 2016 года в городе Рио-де-Жанейро (Бразилия), проявленные волю к победе и целеустремлённость[7]
- Медаль «За заслуги перед Республикой Карелия» (21 октября 2019) — за высокие спортивные достижения, формирование и продвижение позитивного имиджа Республики Карелия в мировом олимпийском и спортивном движении
- Медаль ордена «За заслуги перед Отечеством» I степени (11 августа 2021) — за большой вклад в развитие отечественного спорта, высокие спортивные достижения, волю к победе, стойкость и целеустремлённость, проявленные на Играх XXXII Олимпиады 2020 года в городе Токио (Япония)[8]